# The Price (canción)
«The Price»  es una balada por la banda de heavy metal Twisted Sister de su álbum de 1984, Stay Hungry. Lanzado como sencillo, alcanzó el puesto 19 en la lista Top Rock Tracks de Estados Unidos.

## Lista de canciones
1. «The Price»
2. «S.M.F.»

## Video musical
El video fue filmado en 1985 en Binghamton, NY en el Jacksonville Veterans Memorial Arena que ha sido sede de muchos actos como Ozzy Osbourne, Alice Cooper, Kiss, Metallica, Mötley Crüe, Poison y muchos otros.

## Posición de la canción
| Lista (1985)                                  | Mejor posición |
| --------------------------------------------- | -------------- |
| US Bubbling Under Hot 100 Singles (Billboard) | 108            |